# Qui perd gagne !
Pour les articles homonymes, voir Qui perd gagne (homonymie).
Pour plus de détails, voir Fiche technique et Distribution.
Qui perd gagne ! est un film français réalisé en 2004 par Laurent Bénégui.

## Synopsis
Jacques, un joueur professionnel, exaspère les casinos en gagnant systématiquement au blackjack grâce à sa mémoire prodigieuse (il est hypermnésique). Il est engagé par Angèle, directrice de la brigade des jeux, qui est secrètement sa compagne depuis de nombreuses années. La mission de Jacques est de sauver la Française des jeux qui est mise en difficulté par un professeur de mathématiques qui a gagné deux fois de suite au Loto et affirme avoir trouvé la solution pour toujours gagner.

## Fiche technique
Source : IMDb, sauf mention contraire
- Réalisateur : Laurent Bénégui
- Scénariste : Guy Zilberstein, Alexia de Oliveira Gomes et Laurent Bénégui
- Producteur : Laurent Bénégui, Sidonie Dumas, Daniel Wührmann
- Musique du film : Laurent Coq
- Directeur de la photographie : Gérard Simon
- Montage : Nathalie Langlade
- Distribution des rôles : Guylène Péan
- Création des décors : Jacques Bufnoir
- Décorateur de plateau : Sabine Delouvrier
- Création des costumes : Olivier Bériot
- Coordinateur des cascades : Alain Gaudiard
- Société de production : Gaumont et Magouric Productions
- Format : couleur - 2,35:1 - 35 mm  - Son Dolby Digital - Son Dolby SR
- Pays d'origine :  France
- Genre : comédie - Mystère
- Durée : 92 minutes
- Date de sortie :	
  -  France : 23 juin 2004

## Distribution
- Thierry Lhermitte : Jacques Loriot, l'hypermnésique
- Elsa Zylberstein : Angèle, l'inspectrice de la brigade des jeux
- Maurice Bénichou : Serge Vaudier, le double gagnant
- Jean-Pierre Malo : François Brinchet
- Samir Guesmi : Albert
- Côme Levin : Joseph
- Alain Beigel : Louvin
- Husky Kihal : Un inspecteur de la brigade
- Antoine Chain : Un inspecteur de la brigade
- Vinciane Millereau : Une inspectrice de la brigade
- Michel Aumont : Le directeur des RG
- Philippe du Janerand : Vaugris, le chef du laboratoire
- Dominique Frot : Mme la proviseur
- Gérald Laroche : L'employé du casino
- Eva Ionesco : La joueuse de Deauville
- Lara Guirao : La gynécologue
- Agnès Obadia : L'hôtesse de l'air
- Catherine Ferran : La psychologue
- Jean-Gabriel Nordmann : Le responsable de l'institution
- Olivier Saladin : L'officiel du Loto
- Sonia Zonenberg : Sophie, la secrétaire de Brinchet
- Marianne Épin
- Daniel Isoppo
- Sylvie Lachat : Une fonctionnaire
- Didier Gircourt : voix du Loto
- Monica Abularach Cordón : Journaliste étrangère